# Rezerwat przyrody Pióropusznikowy Jar

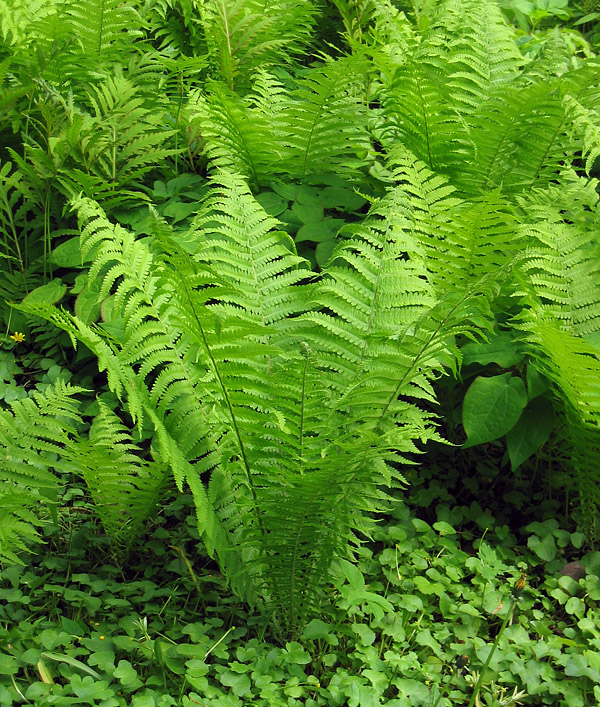
Pióropusznik strusi

Rezerwat przyrody Pióropusznikowy Jar – rezerwat florystyczny położony w województwie warmińsko-mazurskim na terenie gmin Młynary, Tolkmicko i Milejewo.
Utworzony został zarządzeniem Ministra Leśnictwa i Przemysłu Drzewnego z dnia 28 lipca 1962 roku (M.P. z 1962 r. nr 70, poz. 327). Swoją powierzchnią obejmuje obecnie 118,96 ha lasów (do kwietnia 2020 było to 81,18 ha, zaś pierwotnie 37,78 ha). Powstał dla zachowania „ze względów naukowych i dydaktycznych malowniczego fragmentu lasu świeżego, partii drzewostanów bukowych i łęgu o cechach zespołów naturalnych, a także w celu ochrony stanowiska pióropusznika strusiego (Matteucia struthiopteris) występującego jako element runa”. Według stanu na czerwiec 2020 nie posiada zadań ochronnych ani planu ochrony.